# Wallfahrtskirche Mariä Heimsuchung (Ilgen)

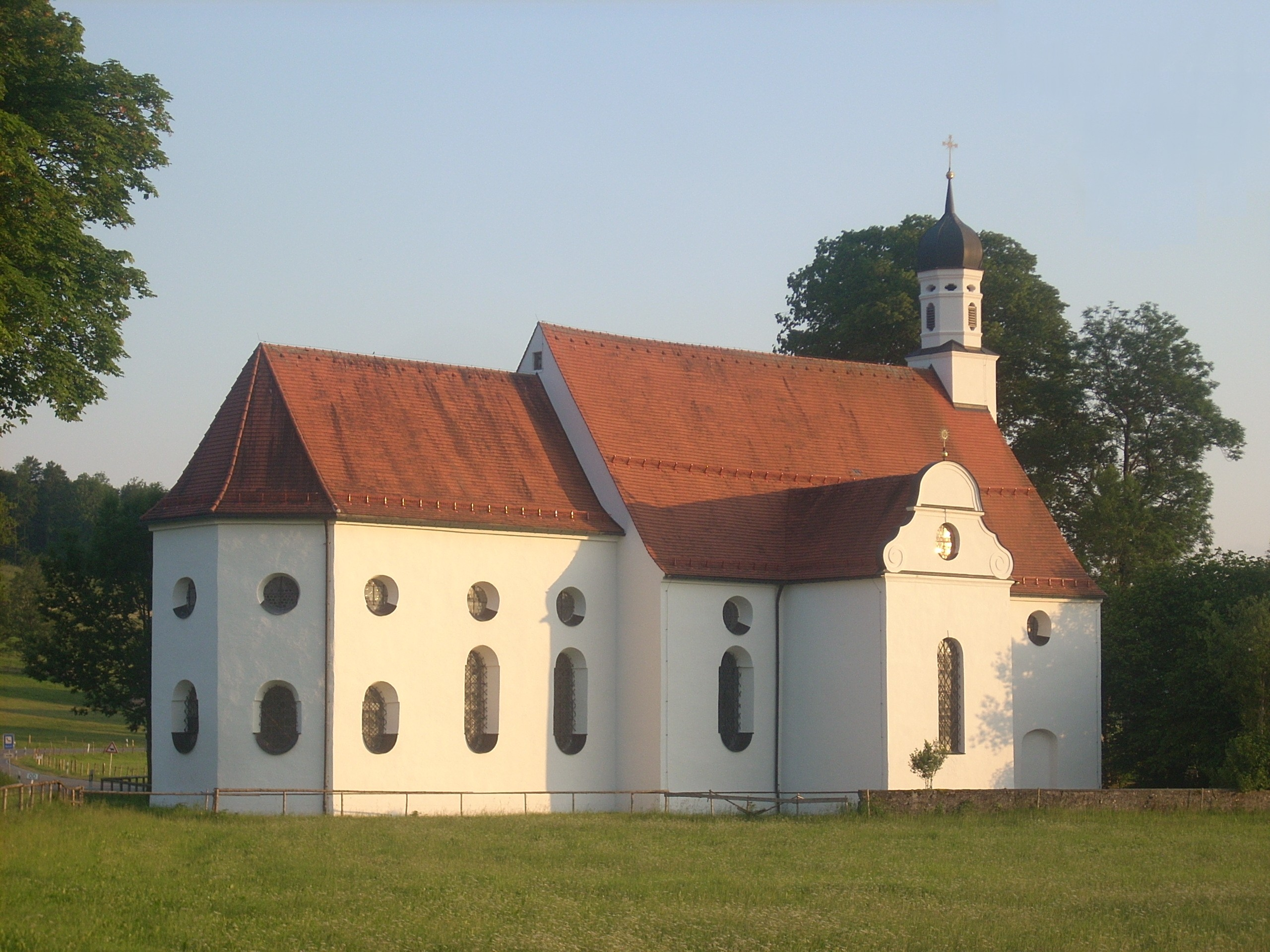
Wallfahrtskirche Ilgen

Die Wallfahrtskirche Mariä Heimsuchung ist eine Wallfahrtskirche in Ilgen, einem Ortsteil der Gemeinde Steingaden im oberbayerischen Landkreis Weilheim-Schongau.

## Geschichte
Die markant an der Bundesstraße 17 gelegene barocke Saalkirche mit eingezogenem, dreiseitig schließendem Chor und einem Dachreiter auf dem Westgiebel entstand 1670 bis 1676 an der Stelle einer 1564 unter dem Steingadener Abt Joachim Wiedemann erbauten Pestkapelle. Baumeister war der Wessobrunner Johann Schmuzer, der auch die reichen Stuckaturen geschaffen hat. Für Schmuzer war Ilgen der erste größere von ihm verantwortete Kirchenbau.

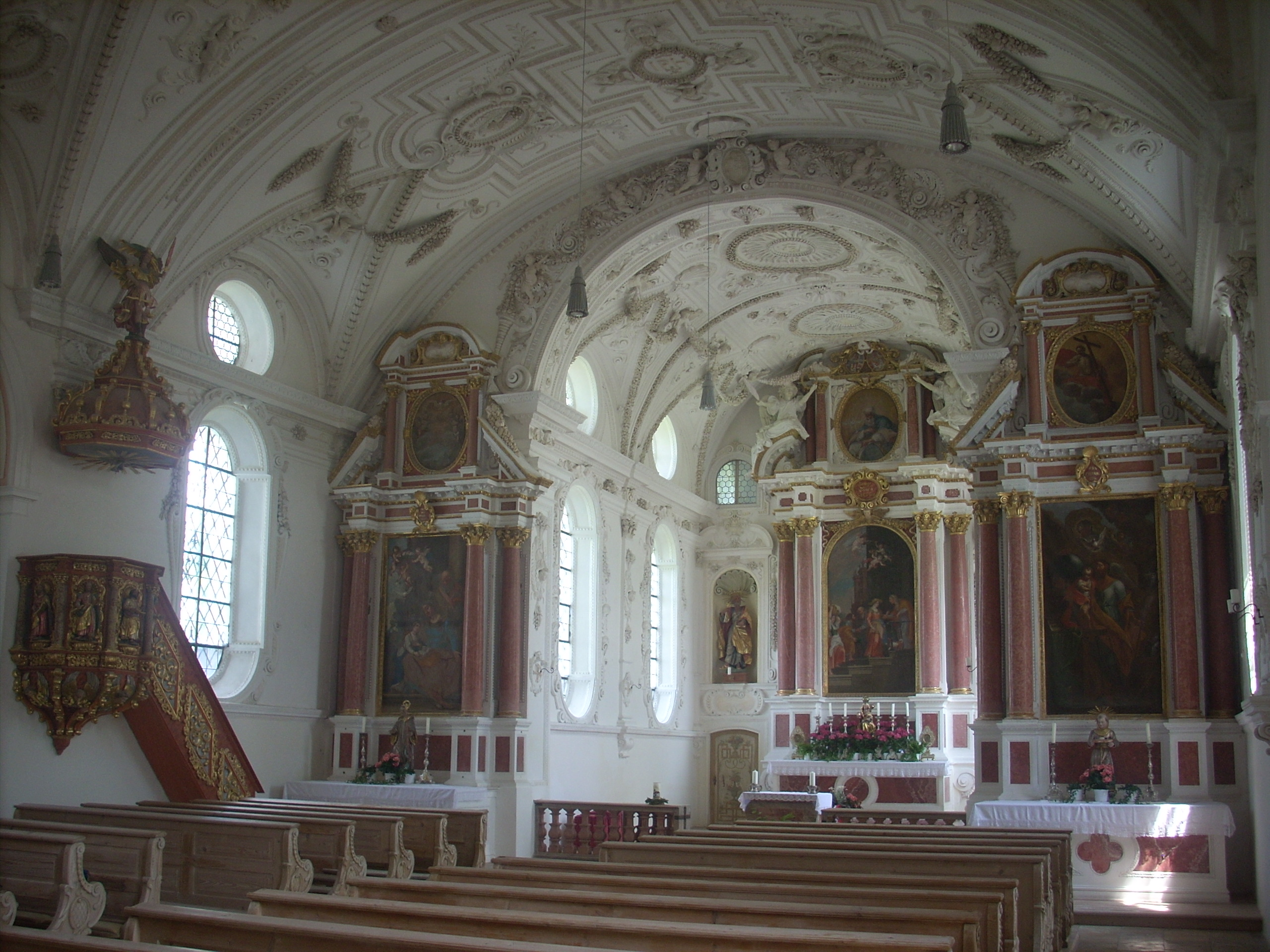
Inneransicht

Die Kirche wurde innen von 1939 bis 1949 und 2008/09 restauriert, außen 1981/82 sowie 2008/09 renoviert.

## Ausstattung
Das Gnadenbild auf dem Hochaltar ist eine spätgotische Holzplastik der Muttergottes mit Kind aus dem 15. Jahrhundert, darüber als Altarbild die Heimsuchung Mariens, gemalt vom Steingadener Klosterbruder Lukas Schwaiger in Anlehnung an ein Gemälde von Rubens.
Das Altargemälde am rechten Seitenaltar stammt vom Augsburger Johann Georg Bergmüller.
Der Steingadener Abt Hyazinth Gassner ließ im Zug der anwachsenden Wallfahrt 1735 zwei Seitenkapellen anbauen. Der Rokoko-Stuck der Seitenkapellen stammt vom Wessobrunner Franz Xaver Schmuzer.

## Orgel

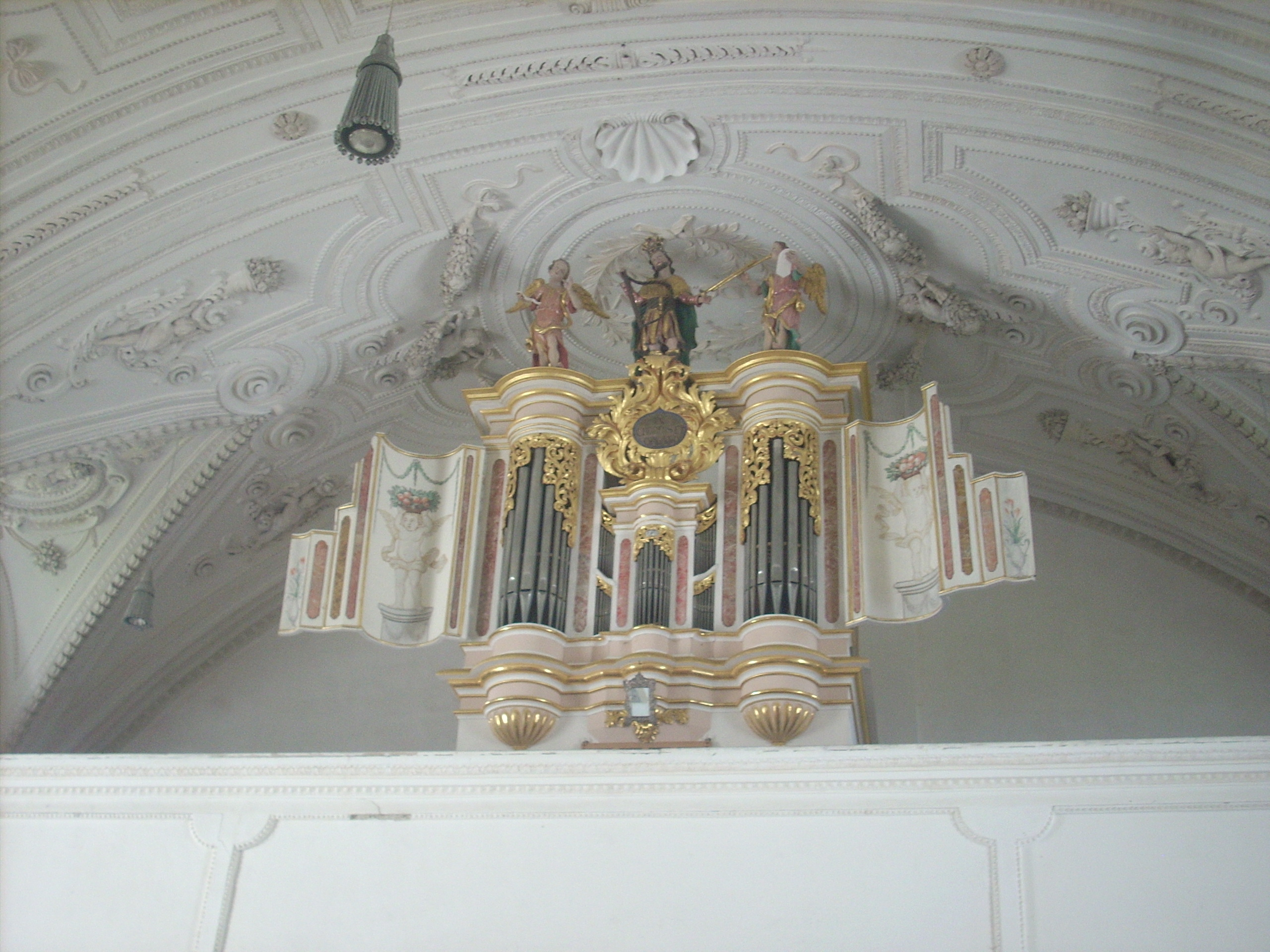
Die Orgel

Die Orgel mit 10 Registern auf einem Manual und Pedal wurde 1723 von Augustin Simnacher (* 27. Januar 1688 in Irsingen; † 24. Oktober 1757 in Brixen) aus Tussenhausen gebaut. Sie ist noch weitgehend original erhalten. Die Disposition lautet:
| Manual C–c3 |    |
| Coppel      | 8′ |
| Portunal    | 8′ |
| Principal   | 4′ |
| Flöte       | 4′ |
| Octav       | 2′ |
| Spitzflöte  | 2′ |
| Mixtur      | 1′ |

| Pedal C–a |     |
| Subbaß    | 16′ |
| Octavbaß  | 8′  |
| Floette   | 4′  |

- Koppeln: M/P
- Bemerkungen: Schleiflade, mechanische Spiel- und Registertraktur, Spieltisch in Schrank eingelassen, Barockprospekt mit verschließbaren Seitenflügeln